# Posnania (trein)
De Posnania was een Europese internationale trein tussen Polen en Duitsland. De trein is genoemd naar Poznań, de stad die ongeveer halverwege Berlijn en Warschau ligt.

## EuroCity
De Posnania werd op 24 mei 1998 in het EuroCitynet opgenomen. De drie andere EuroCity's tussen Duitsland en Polen reden het hele traject van Berlijn naar Warschau. De Posnania reed alleen op het westelijke deeltraject tussen Berlijn en Poznań, zodat tussen Poznan en Berlijn vier Eurocity's per dag beschikbaar waren. In verband met de concurrentie van verschillende busbedrijven op de route Berlijn - Warschau besloten de PKP en de DB alle vier EuroCity's onder de naam Berlin-Warszawa Express aan te bieden. De prijzen werden verlaagd en het materieel blauw wit geschilderd en de naam van de trein als opschrift. De Posnania reed op 29 september 2002 voor het laatst en sinds 30 september 2002 wordt de treindienst onder de nieuwe formule gereden.

### Route en dienstregeling
| EC 48 | land      | station               | km | EC 49 |
| ----- | --------- | --------------------- | -- | ----- |
| 07:22 | Polen     | Poznan Gl.            |    | 22:41 |
|       | Polen     | Swiebodzin            |    |       |
|       | Polen     | Rzepin                |    |       |
|       | Duitsland | Frankfurt an der Oder |    |       |
|       | Duitsland | Berlin Hbf            |    |       |
| 10:38 | Duitsland | Berlin Zoo            |    | 19:21 |